# The Glee Project
The Glee Project is een talentenjacht die voor het eerst door Oxygen vanaf 12 juni 2011 werd uitgezonden. Het programma is bedacht door Ryan Murphy en hij gebruikt het om een nieuwe ster te vinden voor zijn serie Glee. De winnaar van het programma krijgt een rol van minimaal zeven afleveringen in de serie Glee. Op 5 juni 2012 startte het tweede seizoen. In juni 2013 werd bekendgemaakt dat er geen derde seizoen zal komen.

## Opbouw van de afleveringen
Elke aflevering van The Glee Project heeft zijn eigen thema, waar de deelnemers zich de hele week mee bezighouden.
- "Homework assignment" (huiswerk): De deelnemers krijgen iedere week een huiswerk opdracht, waarbij ze een liedje moeten leren, welke ze voor de gastjury van de week moeten laten zien. De gastjury zal iemand zijn die een rol speelt in Glee, en deze beslist ook wie de opdracht heeft gewonnen. De deelnemer die de opdracht heeft gewonnen krijgt les van deze gast en een prominentere rol in de muziekvideo van de week.
- "Music video performance" (videoclip): De deelnemers moeten elke week een videoclip opnemen, geïnspireerd door de optredens in Glee. Als voorbereiding voor de videoclip nemen de deelnemers het liedjes op in een professionele muziekstudio met Nikki Anders. Ook leren ze een choreografie van Zach Woodlee.
- "Callbacks": De slechtste drie deelnemers van de week worden aangewezen. Zij moeten een liedje zingen voor Ryan Murphy, wie zal besluiten wie er die aflevering naar huis moet.
- "Last chance recital" (laatste kans optreden): De slechtste drie van de week zingen hun liedje voor Ryan Murphy, wie samen met Woodlee en Ulrich besluit wie er naar huis moet. De deelnemer die naar huis moet sluit de aflevering af met het zingen van Keep Holding On van Avril Lavigne.

## Seizoen Eén

### Deelnemers
| Deelnemer            | Leeftijd | Woonplaats                   | Eliminatie      | Datum eliminatie | Referentie |
| -------------------- | -------- | ---------------------------- | --------------- | ---------------- | ---------- |
| Samuel Larsen        | 19       | Los Angeles, Californië      | Winnaar         | –                | [ 2 ]      |
| Damian McGinty, Jr.  | 18       | Derry City, Noord-Ierland    | Winnaar         | –                | [ 3 ]      |
| Lindsay Pearce       | 19       | Modesto, Californië          | 3e plaats       | –                | [ 4 ]      |
| Alex Newell          | 18       | Lynn, Massachusetts          | 3e plaats       | –                | [ 5 ]      |
| Hannah McIalwain     | 19       | Asheville, North Carolina    | 8e geëlimineerd | 7 augustus 2011  | [ 6 ]      |
| Cameron Mitchell     | 21       | Fort Worth, Texas            | 7e geëlimineerd | 31 juli 2011     | [ 7 ]      |
| Marissa von Bleicken | 19       | New York, New York           | 6e geëlimineerd | 24 juli 2011     | [ 8 ]      |
| Matheus Fernandes    | 19       | São Paulo, Brazilië          | 5e geëlimineerd | 17 juli 2011     | [ 9 ]      |
| McKynleigh Abraham   | 19       | Paducah, Kentucky            | 4e geëlimineerd | 10 juli 2011     | [ 10 ]     |
| Emily Vásquez        | 22       | New York, New York           | 3e geëlimineerd | 26 juni 2011     | [ 11 ]     |
| Ellis Wylie          | 18       | Grayslake, Illinois          | 2e geëlimineerd | 19 juni 2011     | [ 12 ]     |
| Bryce Ross-Johnson   | 22       | Westlake Village, Californië | 1e geëlimineerd | 12 juni 2011     | [ 13 ]     |

### Voortgang van de deelnemers
| Aflevering | 1    | 2    | 3    | 4    | 5    | 6    | 7    | 8    | 9    | 10      |
| ---------- | ---- | ---- | ---- | ---- | ---- | ---- | ---- | ---- | ---- | ------- |
| Alex       | IN   | WIN  | IN   | RISK | RISK | RISK | RISK | IN   | RISK | WIN (2) |
| Damian     | RISK | IN   | RISK | IN   | IN   | IN   | RISK | IN   | RISK | WIN (7) |
| Lindsay    | IN   | IN   | IN   | IN   | IN   | IN   | IN   | RISK | WIN  | WIN (2) |
| Samuel     | IN   | IN   | IN   | WIN  | IN   | IN   | WIN  | RISK | RISK | WIN (7) |
| Hannah     | IN   | IN   | IN   | IN   | IN   | IN   | IN   | OUT  |      |         |
| Cameron    | IN   | IN   | RISK | IN   | RISK | RISK | OUT  |      |      |         |
| Marissa    | IN   | IN   | IN   | IN   | WIN  | OUT  |      |      |      |         |
| Matheus    | WIN  | RISK | WIN  | RISK | OUT  |      |      |      |      |         |
| McKynleigh | IN   | RISK | IN   | OUT  |      |      |      |      |      |         |
| Emily      | IN   | IN   | OUT  |      |      |      |      |      |      |         |
| Ellis      | RISK | OUT  |      |      |      |      |      |      |      |         |
| Bryce      | OUT  |      |      |      |      |      |      |      |      |         |

## Seizoen Twee
De casting voor een tweede seizoen werd aangekondigd na de finale van het eerste seizoen. De start van het seizoen werd bevestigd op 17 januari 2012 en werd er gezegd dat aan het tweede seizoen veertien deelnemers zouden meedoen, twee meer dan het seizoen daarvoor. Op 21 januari 2012 onthulde Lea Michele dat ze de gastmentor zou zijn voor de eerste aflevering van het seizoen.
Het tweede seizoen werd voor het eerst uitgezonden in de VS op 5 juni 2012, en zal elf weken duren.

### Deelnemers
| Deelnemer           | Leeftijd | Woonplaats                               | Eliminatie       | Datum eliminatie | Referentie |
| ------------------- | -------- | ---------------------------------------- | ---------------- | ---------------- | ---------- |
| Blake Jenner        | 19       | Miami, Florida                           | Winnaar          | 14 augustus 2012 | [ 17 ]     |
| Ali Stroker         | 24       | New York, New York                       | Runner-up        | 14 augustus 2012 | [ 17 ]     |
| Aylin Bayramoglu    | 19       | Chicago, Illinois                        | Runner-up        | 14 augustus 2012 | [ 17 ]     |
| Lily Mae Harrington | 18       | Dennis, Massachusetts                    | 11e geëlimineerd | 7 augustus 2012  | [ 17 ]     |
| Michael Weisman     | 18       | Chicago, Illinois                        | 10e geëlimineerd | 7 augustus 2012  | [ 17 ]     |
| Shanna Henderson    | 21       | Auburn, Alabama                          | 9e geëlimineerd  | 31 juli 2012     | [ 17 ]     |
| Abraham Lim         | 24       | Queens, New York / San Diego, California | 8e geëlimineerd  | 24 juli 2012     | [ 17 ]     |
| Nellie Veitenheimer | 19       | Tacoma, Washington                       | 7e geëlimineerd  | 17 juli 2012     | [ 17 ]     |
| Charlie Lubeck      | 22       | Chicago, Illinois                        | 6e geëlimineerd  | 10 juli 2012     | [ 17 ]     |
| Mario Bonds         | 24       | Lanham, Maryland                         | 5e geëlimineerd  | 3 juli 2012      | [ 17 ]     |
| Tyler Ford          | 21       | Boca Raton, Florida                      | 4e geëlimineerd  | 26 juni 2012     | [ 17 ]     |
| Dani Shay           | 23       | Orlando, Florida                         | 3e geëlimineerd  | 12 juni 2012     | [ 17 ]     |
| Taryn Douglas       | 22       | Detroit, Michigan                        | 2e geëlimineerd  | 12 juni 2012     | [ 17 ]     |
| Maxfield Camp       | 22       | Nashville, Tennessee                     | 1e geëlimineerd  | 5 juni 2012      | [ 17 ]     |

### Voortgang van de deelnemers
| Blake    | IN   | IN   | IN   | IN   | IN   | IN   | IN   | IN   | WIN  | RISK | WIN (7) |  |  |  |  |  |  |  |
| Ali      | IN   | IN   | IN   | IN   | IN   | IN   | WIN  | WIN  | IN   | RISK | OUT     |  |  |  |  |  |  |  |
| Aylin    | RISK | IN   | IN   | IN   | WIN  | RISK | IN   | IN   | RISK | RISK | OUT     |  |  |  |  |  |  |  |
| Lily Mae | IN   | RISK | RISK | IN   | IN   | WIN  | RISK | RISK | IN   | OUT  |         |  |  |  |  |  |  |  |
| Michael  | IN   | IN   | IN   | RISK | IN   | IN   | IN   | RISK | IN   | OUT  |         |  |  |  |  |  |  |  |
| Shanna   | WIN  | IN   | IN   | IN   | IN   | IN   | IN   | IN   | OUT  |      |         |  |  |  |  |  |  |  |
| Abraham  | IN   | WIN  | IN   | IN   | RISK | IN   | RISK | OUT  |      |      |         |  |  |  |  |  |  |  |
| Nellie   | IN   | IN   | WIN  | IN   | IN   | RISK | OUT  |      |      |      |         |  |  |  |  |  |  |  |
| Charlie  | IN   | IN   | RISK | WIN  | RISK | OUT  |      |      |      |      |         |  |  |  |  |  |  |  |
| Mario    | IN   | IN   | RISK | IN   | OUT  |      |      |      |      |      |         |  |  |  |  |  |  |  |
| Tyler    | RISK | RISK | IN   | OUT  |      |      |      |      |      |      |         |  |  |  |  |  |  |  |
| Dani     | IN   | OUT  |      |      |      |      |      |      |      |      |         |  |  |  |  |  |  |  |
| Taryn    | IN   | OUT  |      |      |      |      |      |      |      |      |         |  |  |  |  |  |  |  |
| Maxfield | OUT  |      |      |      |      |      |      |      |      |      |         |  |  |  |  |  |  |  |